# Kinuyo Yamashita
 (avril 2020).
Si vous disposez d'ouvrages ou d'articles de référence ou si vous connaissez des sites web de qualité traitant du thème abordé ici, merci de compléter l'article en donnant les références utiles à sa vérifiabilité et en les liant à la section « Notes et références ».
Kinuyo Yamashita (山下 絹代, Yamashita Kinuyo) est une compositrice japonaise de musique de jeu vidéo. Elle a notamment composé la bande son de Castlevania.

## Œuvre
- 1986 : Castlevania (NES)
- 1987 : Esper Dream (FDS)
- 1987 : Arumana no Kiseki (FDS)
- 1987 : Hi no Tori: Wagaō no Bōken (Famicom)
- 1988 : Gradius II: Gofer no Yabō (MSX)
- 1990 : Power Blaze/Power Blade (NES)
- 1992 : Pocky and Rocky (Super Nintendo)
- 1992 : Ghost Sweeper Mikami: Joreishi ha Nice Body (Super Famicom)
- 1995 : Mega Man X3 (Super Nintendo)
- 1995 : Oomono Black Bass Fishing: Jinzouko Hen
- 1996 : Casper (Super Nintendo)